# Syracuse (Kansas)
Pour les articles homonymes, voir Syracuse (homonymie).
La ville de Syracuse est le siège du comté de Hamilton, situé dans le Kansas, aux États-Unis.